# Aragwi
Der Aragwi (veraltet: die Aragua, georgisch არაგვი) ist ein 66 Kilometer (mit dem längeren Quellfluss 112 Kilometer) langer linker Nebenfluss der Kura im Nordosten Georgiens.

## Verlauf
Der eigentliche Aragwi entsteht beim Dorf und Urlaubsort Passanauri, etwa 70 Kilometer Luftlinie nördlich der Hauptstadt Tiflis, aus dem von rechts kommenden Weißen oder Mtiuleti-Aragwi (georgisch თეთრი არაგვი, Tetri Aragwi oder მთიულეთის არაგვი, Mtiuletis Aragwi) und dem Schwarzen oder Gudamaqari-Aragwi (შავი არაგვი, Schawi Aragwi oder გუდამაყრის არაგვი, Gudamaqris Aragwi) von links.
Der Weiße Aragwi als längerer der Quellflüsse trägt seinen anderen Namen nach dem über 3800 m hohen Mtiuleti-Kamm, wie der Wasserscheidekamm des Großen Kaukasus auf diesem Abschnitt genannt wird. Er entspringt in mehr als 3000 m Höhe den Schneefeldern an der Südflanke des zentralen Abschnittes dieses Kammes, etwa sieben Kilometer nordwestlich des Kreuzpasses, und von dort in südöstlicher Richtung durch eine abschnittsweise enge Schlucht in südöstlicher Richtung, vorbei am mehrere hundert Meter über dem Fluss liegenden Urlaubsort Gudauri. Der Schwarze Aragwi ist auch nach dem östlich in Nord-Süd-Richtung verlaufenden Gudamaqari-Nebenkamm benannt. Er entsteht seinerseits aus den Quellflüssen Bosseli und Bakurchewi, die näher zum östlichen Ende des Mtiuleti-Kammes entspringen.
Von Passanauri fließt der Aragwi überwiegend genau nach Süden, bis er bei Mzcheta, wenige Kilometer nördlich von Tiflis in die Kura (georgisch Mtkwari) mündet. Die Stadt Mzcheta selbst liegt rechts (oberhalb) der Mündung; links steht hoch auf einem Bergkamm das berühmte Dschwari-Kloster.
Bei knapp der Hälfte seines Laufes zwischen Passanauri und Mzcheta ist der Aragwi oberhalb der Kleinstadt Schinwali und unmittelbar unterhalb der Einmündung seines bedeutendsten Nebenflusses, des von links kommenden Pschawi-Aragwi (ფშავის არაგვი, Pschawis Aragwi), zum Schinwali-Stausee angestaut. Dem Pschawi-Aragwi fließt in seinem Mittellauf von rechts der Chewsureti-Aragwi (ხევსურეთის არაგვი, Chewsuretis Aragwi) zu. Diese beiden Flüsse sind nach den historischen Namen der durchflossenen Bergprovinzen im Nordosten der heutigen Region Mzcheta-Mtianeti, Pschawi und Chewsureti (deutsch auch Chewsuretien), benannt.

## Hydrologie
Das Einzugsgebiet des Flusses umfasst 2740 km². Der mittlere jährliche Abfluss beträgt am Mittellauf, am Pegel Schinwali unterhalb des gleichnamigen Stausees, 43,4 m³/s.

## Nutzung und Infrastruktur
Der Aragwi ist nicht schiffbar.
Der 1986 fertiggestellte Schinwali-Stausee mit seinem 102 Meter hohen Staudamm gehört zu den größten Georgiens. Das dort befindliche Wasserkraftwerk hat eine Leistung von 130 Megawatt. Außerdem beginnt dort eine 36,7 Kilometer lange Rohrleitung zur Trinkwasserversorgung der Hauptstadt Tiflis. Am Unterlauf dient das Wasser des Aragwi auch der Bewässerung landwirtschaftlicher Nutzflächen.
Der Aragwi wird von seiner Mündung von der dort als Autobahn ausgebauten Europastraße 60 (entsprechend der georgischen Fernstraße S1) auf mehreren Kilometern verfolgt und dann überquert. Dort zweigt die Europastraße 117 (georgische S3) ab, die entlang dem Aragwi auf seiner gesamten Länge auf der rechten Talseite führt. Die Straße folgt der alten Georgischen Heerstraße und wird ebenso genannt. Oberhalb Passanuri wechselt die Straße im Tal des Weißen Aragwi auf die linke Talseite, bevor sie den Fluss über den Kreuzpass in das Tal des Terek und weiter nach Wladikawkas in Russland verlässt.